# Comitatul Bute, Carolina de Nord
Comitatul Bute a fost un comitat din Colonia britanică North Carolina fondat și desființat în perioada istorică  pre-statală a actualului stat  Carolina de Nord,  Statele Unite ale Americii.  A fost format în anul 1764 din partea estică a comitatului Granville, fiind numit după John Stuart, 3rd Earl of Bute, prim ministru al Marii Britaniiîntre 1762 și 1763.
În chip firesc, după Declarația de independență a Statelor Unite de la 4 iulie 1776, comitatul Bute a încetat să existe în 1779, fiind divizat în comitatele care au continuat să existe până astăzi, Franklin și Warren.